# Moonlight and Roses
Moonlight and Roses è il settimo album del cantante pop statunitense Vic Dana, pubblicato nell'agosto del 1965.

## Tracce

### LP (1965, Dolton Records, BLP-2036/BST-8036)
Lato A
1. Moonlight and Roses (Bring Mem'ries of You) – 2:47 (Ben Black, Neil Moret, Edwin H. Lemare)
2. Don't Take Your Love from Me – 2:19 (Henry Nemo)
3. Once I Had a Heart – 2:27 (Sid Tepper, Roy C. Bennett)
4. I'm Confessin' – 2:27 (testo: Al J. Neiburg – musica: Doc Daugherty, Ellis Reynolds)
5. When My Dreamboat Comes Home – 2:21 (Cliff Friend, Dave Franklin)
6. That Old Feeling – 3:12 (testo: Lew Brown – musica: Sammy Fain)

Durata totale: 15:33
Lato B
1. Thinking of You – 2:15 (testo: Bert Kalmar – musica: Harry Ruby)
2. What'll I Do – 2:23 (Irving Berlin)
3. Bring a Little Sunshine (To My Heart) – 2:32 (Ben Raleigh, Mark Barkan; arrangiamento di Ernie Freeman)
4. This Is the Last Time (I'll Cry Over You) – 2:43 (Harold Berg, Buddy Fields, Russ Morgan)
5. Say You're Mine Again – 2:16 (Charles Nathan, Dave Heisler)
6. Marie – 2:29 (Irving Berlin)

Durata totale: 14:38

## Musicisti
- Vic Dana – voce
- Tommy Oliver – arrangiamenti e direttore d'orchestra (eccetto brano: Bring a Little Sunshine (To My Heart))
- Ernie Freeman – arrangiamenti e direttore d'orchestra (brano: Bring a Little Sunshine (To My Heart))

### Produzione
- Bob Reisdorff – produzione
- Hal "Lanky" Linstrot – ingegnere delle registrazioni
- Woody Woodward – design copertina album originale
- Studio Five, Inc. – foto copertina album originale [2]